# 团河镇
团河镇，是中华人民共和国湖南省怀化市会同县下辖的一个乡镇级行政单位。

## 行政区划
团河镇下辖以下地区：
诸葛井社区、团河村、漫塘村、向阳村、官舟村、下官舟村、吊塘村、卫东村、楠木村、栗木村、洪合村、丈古村、盛储村、燕冲村、竹坡村和小江村。